# Baptiste Chapellan
 (juin 2014).
Baptiste Chapellan, né le 27 juillet 1987 à Lesparre, est un golfeur professionnel français.
Golfeur professionnel depuis 2008, Baptiste Chapellan évolue en 2009 sur le circuit Alps Tour ou il termine 4e du classement final et gagne ainsi le droit de jouer en 2010 sur le Challenge Tour.
Formé puis entraîné par Gilles Arnaud, professeur au golf du Médoc (Bordeaux), Baptiste Chapellan a remporté en 2009 le titre honorifique de meilleur rookie français.